# Amtorg Trading
La Amtorg Trading Corporation (nota anche con la forma abbreviata Amtorg) era un'azienda di diritto statunitense, rappresentanza commerciale dell'Unione Sovietica negli Stati Uniti; il suo nome derivava dal russo «Американская Торговля» (traslitterato come «Amerikanskaja Torgovlja»), letteralmente «Commercio Americano».
Fu fondata il 24 maggio del 1924 in forma di società per azioni e occupava una posizione particolare nel mercato statunitense, in qualità di contraente commerciale unico di uno stato comunista. Anche se non rappresentava ufficialmente il governo sovietico, era controllata dal Commissariato del popolo per il commercio estero e, prima dell'instaurazione ufficiale delle relazioni diplomatiche tra gli Stati Uniti e l'Unione Sovietica (avvenuta nel 1933), fungeva da delegazione commerciale de iure e svolgeva quasi le funzioni di un'ambasciata.
Nacque dalla fusione tra la Products Exchange Corporation e l'Arcos-America Inc. che in epoca precedente erano, anche se non riconosciute ufficialmente, le principali rappresentanze commerciali sovietiche sul territorio statunitense. La Amtorg sopravvisse alla Guerra fredda ma non al Crollo dell'Unione Sovietica, scomparendo senza clamore nel 1998.

## Storia
La nascita dell'Amtorg Trading Corporation risale alla metà degli anni venti del XX secolo, periodo nel quale i rapporti tra gli Stati Uniti d'America e l'Unione Sovietica non erano ancora ufficialmente avviati e, anzi, avevano vissuto vicende contrastanti: gli Stati Uniti da un lato avevano fatto parte della coalizione che supportava il Movimento dei Bianchi nel corso della guerra civile russa, dall'altro si erano prodigati, tramite la American Relief Administration guidata dal futuro presidente Herbert Hoover, per offrire assistenza alle popolazioni nel corso della carestia russa iniziata nel 1921.

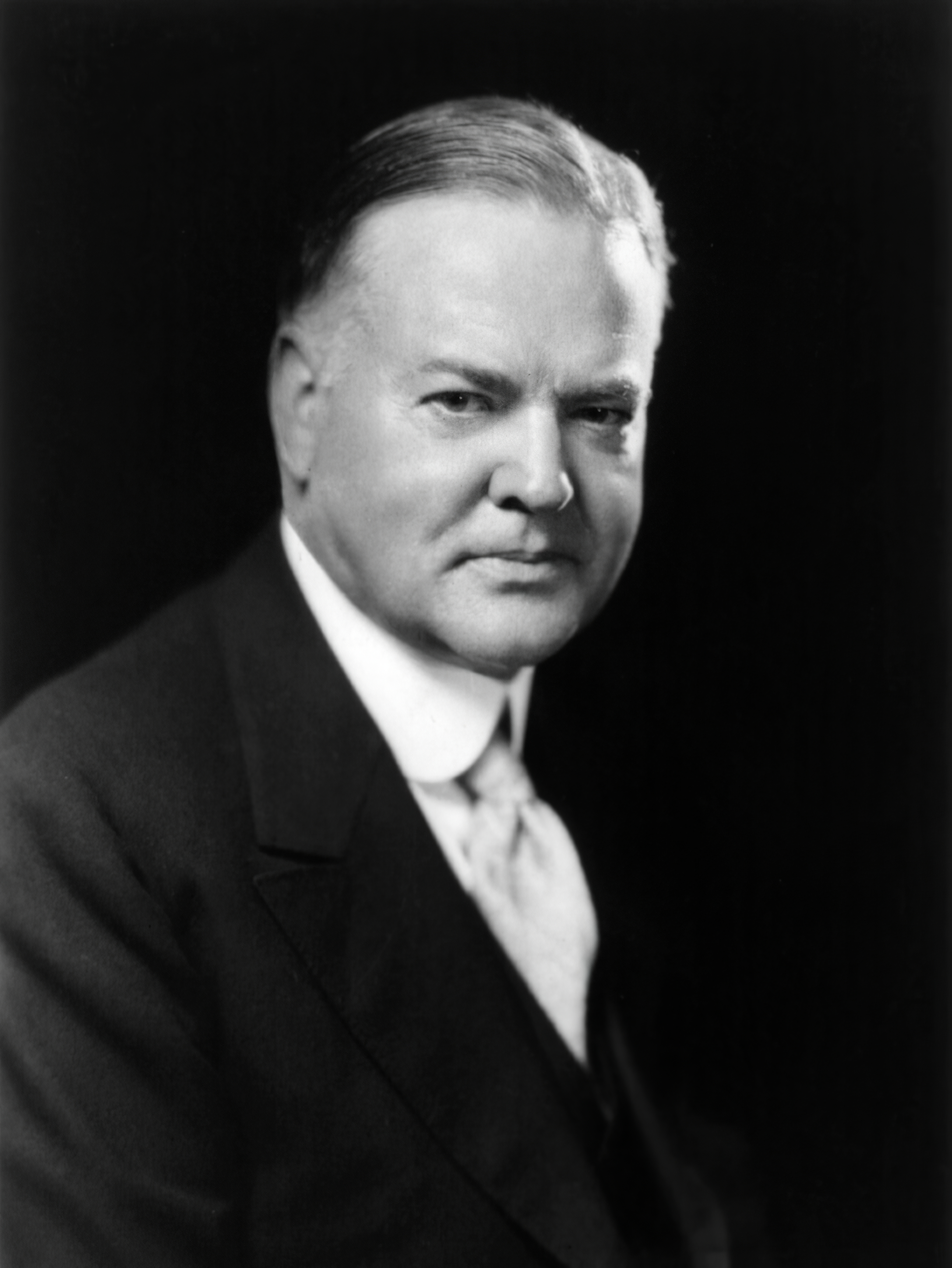
Herbert Hoover, 31º Presidente degli Stati Uniti d'America.

Controllata dal Commissariato del popolo per il commercio estero sovietico e sospettata di essere nell'orbita del Direttorato politico dello Stato, l'Amtorg fu creata con un capitale sociale di un milione di dollari tramite la fusione societaria delle preesistenti Products Exchange Corporation (nella quale era coinvolto l'imprenditore Armand Hammer) e Arcos-America Inc. (succursale statunitense della società cooperativa di diritto britannico All Russian Co-operative Society).
La fusione operata vedeva concentrare in un unico soggetto giuridico le due principali organizzazioni commerciali che operavano scambi di "import/export" tra l'Unione Sovietica e gli Stati Uniti d'America; nel primo anno di vita dell'Amtorg il complesso delle operazioni d'interscambio commerciale tra le due nazioni ebbe un controvalore di oltre 50 milioni di dollari che si sarebbe progressivamente sviluppato fino ai primi anni trenta, quando subì un drastico calo per effetto di accuse di utilizzo di sistemi schiavistici nella produzione di legname, rivolte all'Unione Sovietica.
Dal momento della sua fondazione fino al 1930, l'Amtorg intermediò circa il 53% del totale degli scambi commerciali USA-URSS, superando di gran lunga il 35% dell'All Russian Textile Syndicate ed il 5% delle principali cooperative sovietiche. Le esportazioni verso l'Unione Sovietica riguardarono principalmente macchinari ed equipaggiamenti agricoli e industriali, mentre le importazioni negli Stati Uniti erano costituite in modo prevalente da pellame, radici di liquirizia e fibre di lino.

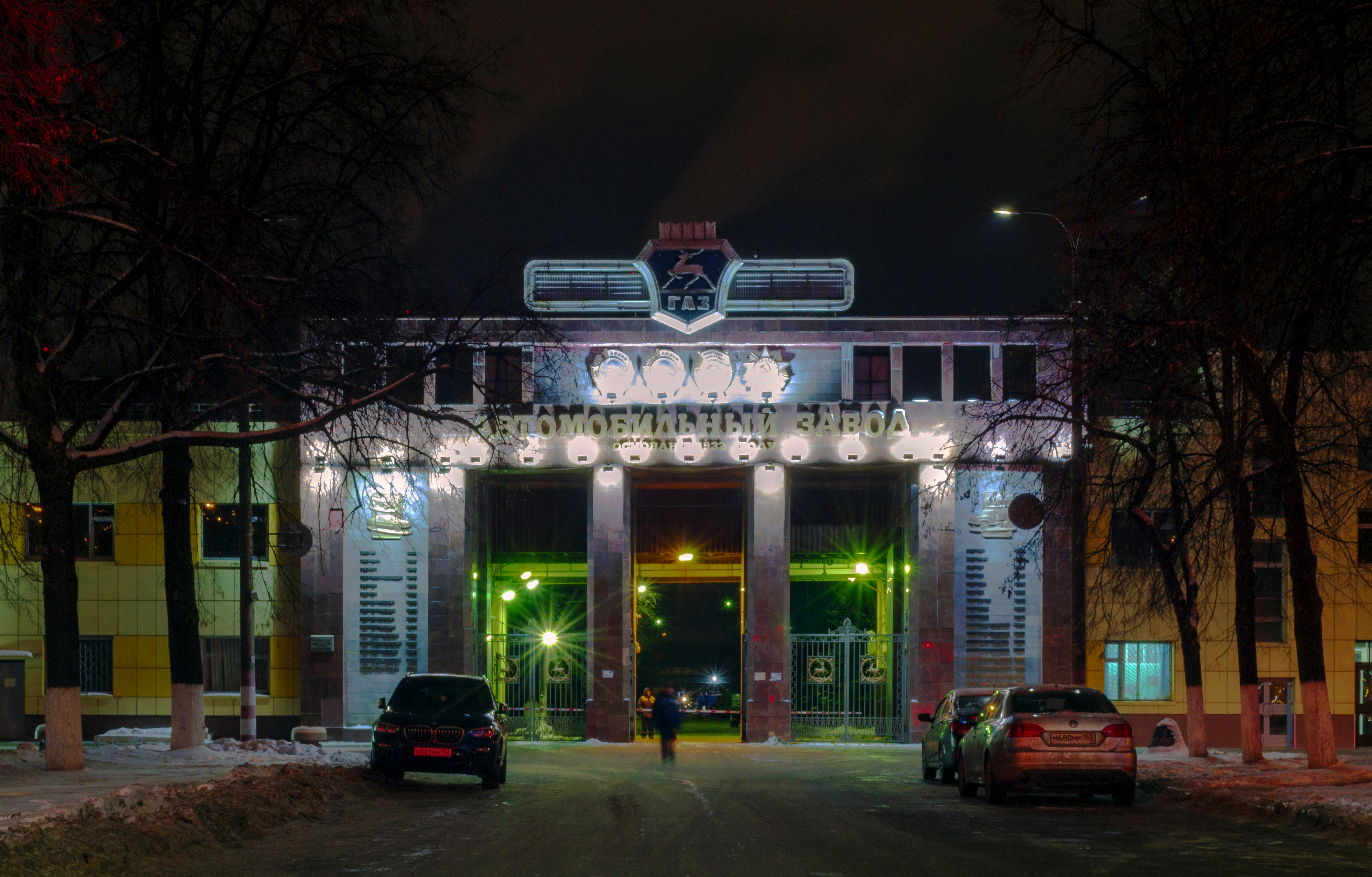
L'ingresso principale dell'impianto industriale della GAZ a Nižnij Novgorod. Il contratto per la costruzione dell'impianto fu firmato tra l'Amtorg Trading Corporation e Henry Ford nel 1929.

Le attività dell'Amtorg erano rivolte anche alla promozione dei prodotti e delle aziende: curò la distribuzione in Unione Sovietica di cataloghi stampati da aziende statunitensi e pubblicò un compendio delle aziende statunitensi che fu distribuito alle principali figure sovietiche che si occupavano di commercio. Contribuì, inoltre, all'organizzazione di visite di esperti sovietici presso varie aziende negli Stati Uniti, finalizzate a studiare i metodi organizzativi e di lavoro e, di contro, la partecipazione di aziende statunitensi a fiere e manifestazioni industriali ed agricole realizzate nel territorio dell'Unione Sovietica.
Secondo alcune fonti, in questo periodo l'Amtorg Trading Corporation avrebbe anche acquistato da Nikola Tesla il progetto per il suo misterioso "raggio della morte", per il quale sarebbe stato effettuato il pagamento della somma di 25 000 dollari dopo il collaudo di una parte dell'impianto in Unione Sovietica.
Ben presto, però, le attività dell'Amtorg finirono sotto la lente del Federal Bureau of Investigation, con le accuse di propagandare l'ideologia comunista e di incoraggiare l'instaurazione di una forma di governo di tipo sovietico; inoltre l'azienda fu sospettata di offrire copertura ad agenti segreti sovietici, in particolare appartenenti al GRU.
Già nel corso del 1930 l'Amtorg fu coinvolta nelle indagini svolte dall'Hamilton Fish Committee, commissione d'inchiesta del Congresso degli Stati Uniti d'America (guidata da Hamilton Fish III), che condusse ampie indagini su persone e organizzazioni sospettate di essere coinvolte o di sostenere attività comuniste sul territorio degli Stati Uniti. Nel 1939 l'FBI riferì anche che l'Amtorg stava utilizzando le visite negli stabilimenti industriali degli Stati Uniti per studiare ed acquisire tecniche segrete di produzione industriale.
Nel corso del 1941 un dipendente dell'Amtorg venne arrestato con l'accusa di spionaggio: si trattava di Gajk Badalovič Ovakimjan, spia del Commissariato del popolo per gli affari interni, soprannominato "l'armeno scaltro".

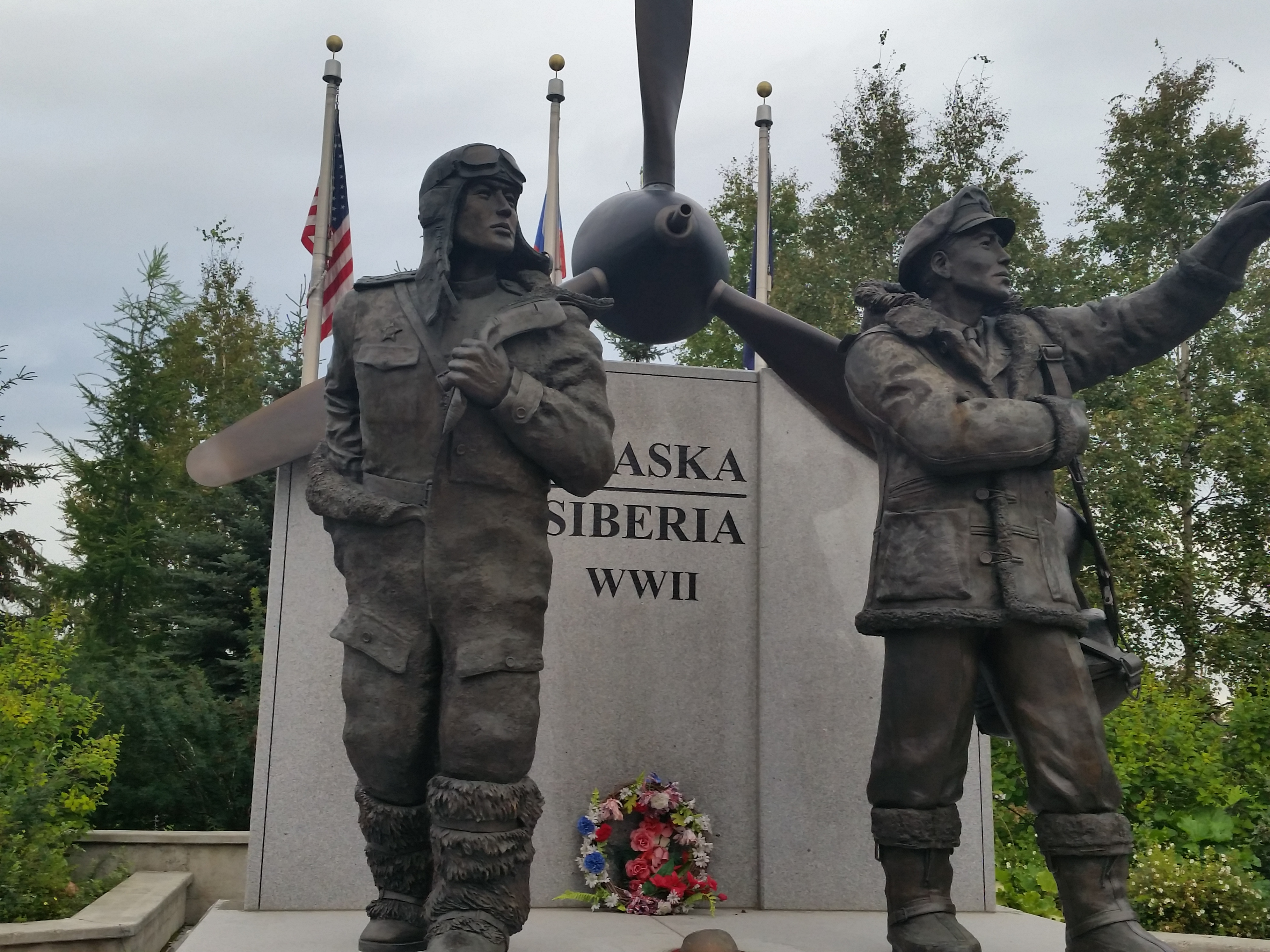
Il monumento che commemora la collaborazione tra Stati Uniti ed Unione Sovietica nel corso della seconda guerra mondiale, eretto a Fairbanks in Alaska

Sempre nello stesso anno, però, l'Amtorg si rivelò essere l'unica organizzazione in grado di sostenere operativamente le azioni del governo sovietico nello sforzo di stabilire e mantenere contatti per acquisire e trasportare aiuti concreti dal territorio degli Stati Uniti d'America a quello dell'Unione Sovietica. Un team di cinque membri dell'Amtorg fu accreditato a Washington in rappresentanza della Commissione Governativa Sovietica per gli Acquisti e si mise all'opera per trasferire equipaggiamenti da guerra, il cui controvalore sarebbe stato ripagato con la cessione di materie prime provenienti dall'URSS; la tipologia dei materiali consegnati ed i termini per la restituzione o il pagamento dilazionato erano regolati da uno specifico quadro normativo approvato dal Congresso degli Stati Uniti d'America nel marzo del 1941 con il nome di Lend-Lease Act ed esteso all'Unione Sovietica grazie ad un accordo siglato l'11 giugno del 1942.
Nel dopoguerra a causa delle divergenze ideologiche e politiche tra "occidente" e "oriente" l'Amtorg incontrò crescenti difficoltà nel portare a termine le consuete operazioni commerciali, in particolare in quanto le compagnie assicuratrici statunitensi non erano più disponibili a fornire garanzia per il pagamento delle tariffe doganali. Altre difficoltà insorsero relativamente all'esportazione di merci: per ragioni strategiche la vendita di talune merci non prevedeva il rilascio di permessi nel caso in cui il compratore appartenesse ad un paese "occidentale" mentre era richiesta una specifica licenza in caso di vendita verso un paese "orientale"; esisteva poi una lunga lista di merci la cui vendita a controparti "orientali" era del tutto proibita.
Nel corso del 1949 il Procuratore generale degli Stati Uniti d'America chiese all'Amtorg di registrarsi in qualità di operatore straniero ai sensi del Foreign Agents Act del 1938. La richiesta non risultò chiara ai vertici dell'azienda in quanto la stessa era soggetto di diritto statunitense e, pertanto, già soggetta alla normativa vigente nello Stato di New York e la richiesta stessa non risultò comprensibile, visto che nulla in tal senso era stato richiesto dall'atto dell'approvazione della legge undici anni prima. I vertici dell'Amtorg ritennero di dover approfondire il senso di tale richiesta e incaricarono un legale di contattare altre organizzazioni straniere che si trovavano nella medesima situazione.
L'assenza di risposte condusse il Procuratore a richiedere l'incriminazione della ditta per non aver ottemperato alla richiesta di registrazione; senza indugi ulteriori la Procura passò ai fatti facendo circondare la sede dell'Amtorg da forze di polizia e da agenti governativi. Alla conferma dell'avvenuta incriminazione le forze dell'ordine irruppero negli uffici e trassero in arresto i dipendenti presenti. L'azione fu condotta di venerdì e non fu possibile tenere udienze per la determinazione di cauzioni, per cui gli arrestati furono trattenuti fino al lunedì seguente. L'Amtorg concluse la registrazione richiesta la settimana successiva ai fatti.

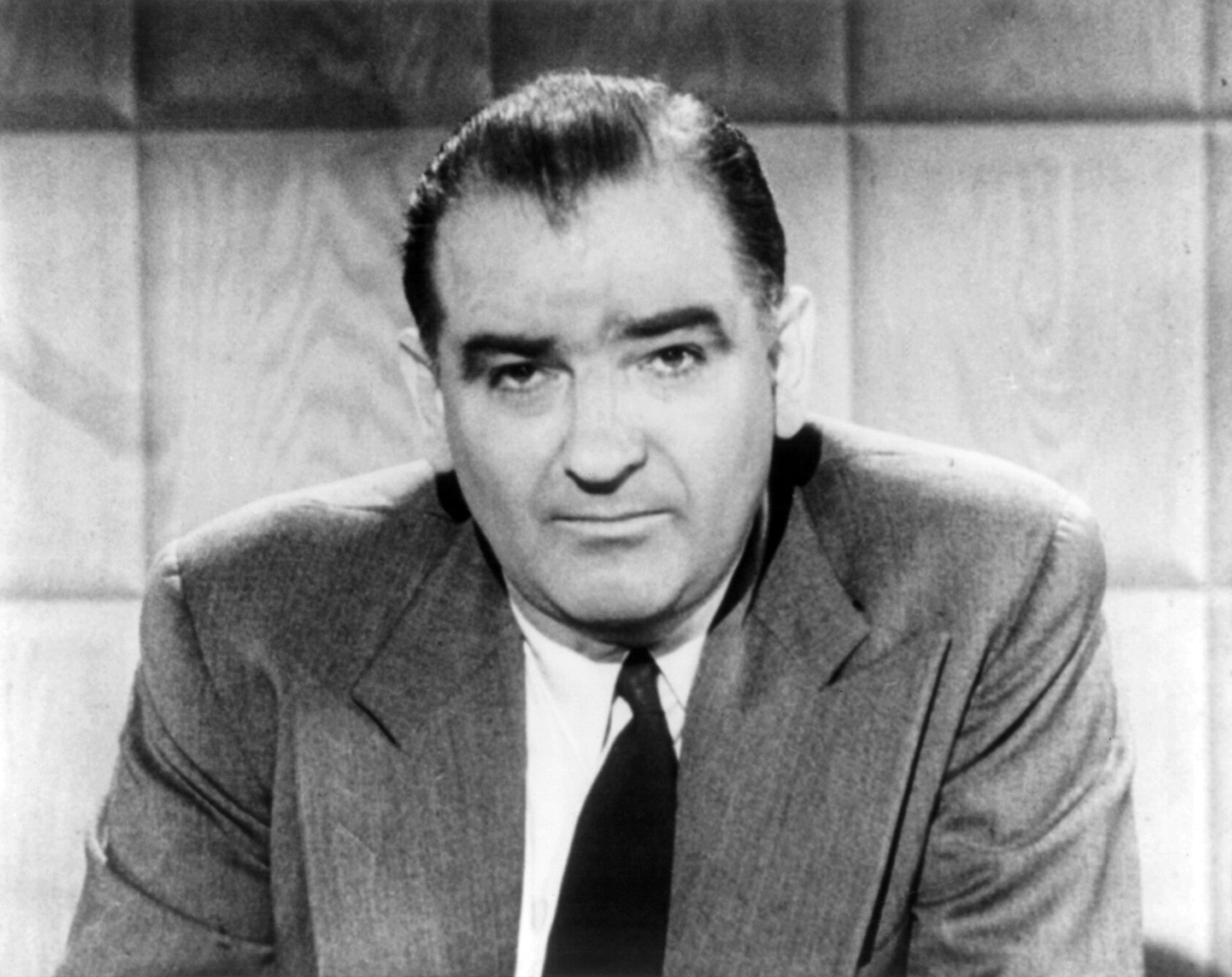
Il senatore Joseph McCarthy (1908-1957) nel 1954

Negli anni successivi il ruolo dell'Amtorg si ridusse di pari passo con la contrazione dei commerci tra Stati Uniti ed Unione Sovietica: dapprima, il 23 dicembre del 1949, il presidente Harry Truman annullò gli accordi commerciali bilaterali in vigore dal 1937 e in un secondo tempo, il 16 giugno 1951, introdusse un embargo sui commerci di pellame, atto che fu interpretato come una delle tante misure messe in atto nel corso della guerra fredda.
Tra la fine degli anni cinquanta e l’inizio del decennio successivo (con l’avvento del Maccartismo e in seguito alla Crisi dei missili di Cuba) i rapporti commerciali tra gli Stati Uniti e l’Unione Sovietica furono resi ancora più complessi dall'atteggiamento del sindacato degli scaricatori di porto che pose in atto un vero e proprio boicottaggio nei confronti delle merci provenienti da paesi "oltre Cortina" giungendo, in numerose occasioni, a ritardare o rifiutare lo scarico delle navi ancorate nei porti, creando così considerevoli difficoltà alle compagnie proprietarie dei prodotti che, almeno in qualche occasione, furono costrette a riportare le merci nei porti di partenza. In questa circostanza l’Amtorg fu addirittura interpellata dal senatore degli Stati Uniti John O. Pastore, il quale, fraintendendo le motivazioni di tale ostile atteggiamento dei lavoratori portuali, chiedeva che l’Amtorg si adoperasse per far cessare il boicottaggio quale rappresentante del governo sovietico sul territorio statunitense.
Modifiche alla politica estera statunitense si registrarono soltanto a partire dal 1964: l'interscambio commerciale fra le due superpotenze passò dai 44,4 milioni di dollari del 1963 ai 190,4 milioni del 1970 per subire un'impennata nel 1972 quando il totale degli interscambi arrivò alla cifra di 637 milioni di dollari. Tuttavia l'opera dell'Amtorg si fece progressivamente più marginale, in modo direttamente proporzionale allo sviluppo di relazioni ufficiali fatte di visite bilaterali ed accordi di collaborazione su singoli specifici temi.
L'azienda, la cui sede era stata nel frattempo spostata all'86º piano del World Trade Center a New York, chiuse definitivamente i battenti nel 1998.

### Annotazioni
1. ↑  in russo Объединённое государственное политическое управление?, Ob’edinёnnoe gosudarstvennoe političeskoe upravlenie, da cui la sigla OGPU
2. ↑  In russo: Народный комиссариат внутренних дел, traslitterato: Narodnyj komissariat vnutrennich del, da cui NKVD

### Fonti
1. ↑  Thatcher Feinstein, 1974, pp. 207-13.
2. ↑  Tatcher Feinstein, 1974, p. 77.
3. ↑  Tatcher Feinstein, 1974, p. 33.
4. ↑  Tatcher Feinstein, 1974, p. 35.
5. ↑  Tatcher Feinstein, 1974, p. 34.
6. 1 2  Tatcher Feinstein, 1974, p. 41.
7. ↑  PBS: Tesla - Master of Lightning: A Weapon to End War, in "www.pbs.org/tesla".
8. ↑  Electric History - Soviet Amtorg Trading Corp, in "www.electric-history.com".
9. 1 2 3  Trahair e Miller, 1974, p. 13.
10. ↑  Tatcher Feinstein, 1974, p. 42.
11. ↑  Tatcher Feinstein, 1974, p. 99.
12. ↑  Tatcher Feinstein, 1974, p. 100.
13. ↑  Tatcher Feinstein, 1974, p. 112.
14. ↑  Tatcher Feinstein, 1974, p. 139.
15. ↑  Tatcher Feinstein, 1974, p. 140.
16. ↑  Tatcher Feinstein, 1974, p. 143.
17. ↑  Tatcher Feinstein, 1974, p. 144.
18. ↑  Tatcher Feinstein, 1974, p. 147.
19. ↑  Tatcher Feinstein, 1974, p. 160.
20. ↑  Tatcher Feinstein, 1974, p. 161.
21. ↑  Tatcher Feinstein, 1974, p. 136.
22. ↑  Tatcher Feinstein, 1974, p. 164.
23. ↑  Tatcher Feinstein, 1974, p. 174.
24. ↑  Tatcher Feinstein, 1974, p. 179.